# 102省道 (湖南省)
长湘公路（湖南省道102线、湖南S102）为是湖南省境内连接长沙市至湘阴、汨罗、屈原管理区等地的重要省道。公路起自位于开福区芙蓉路北端，途经开福区新港镇、清竹湖镇，望城区丁字镇、桥驿镇和茶亭镇，湘阴县界头铺镇，终达湘阴县城关镇，全长51公里。公路最近的一次改扩建于1999年8月18日开始，2002年5月1日竣工。这次改扩建原公路按特二级公路标准进行改造，路基宽17米，其他技术指标按平原二级公路等级标准执行，整段公路长沙境内30公里、湘阴境内20公里。通过改造，由原来普通的柏油公路提升为二级公路，公路里程较改造前缩短。
自2017年起，依据《湖南省省道网规划（修编）（2016 年—2030 年）》，该省道黄桥大道以北的路段被编入 240国道。